# Василевичи (Смоленская область)
Василевичи — деревня в Краснинском районе Смоленской области России. Входит в состав Павловского сельского поселения. Население — 22 жителя (2007 год). 
Расположена в западной части области в 15 км к юго-западу от Красного, в 17 км юго-западнее автодороги Р135 (Смоленск - Красный - Гусино), на берегу реки Еленка. В 22 км северо-западнее деревни расположена железнодорожная станция О.п. 478-й км на линии Москва — Минск. 

## История
В годы Великой Отечественной войны деревня была оккупирована гитлеровскими войсками в июле 1941 года, освобождена в сентябре 1943 года.